# 青木浩介
青木 浩介（あおき こうすけ、1969年 -）は、日本の経済学者。東京大学大学院経済学研究科教授。専門はマクロ経済学、金融政策およびバブル。2014年に日本経済学会中原賞を受賞。学位はPh.D (プリンストン大学）。
日本を代表するマクロ経済学者の一人。特にAoki 2001は金融政策分野で最も引用数が多い論文の一つであり、その後の政策運営に大きな影響を与えた。また、プリンストン大学の清滝信宏教授との共同研究も多い。

## 来歴
1969年生まれ。1992年に神戸大学経済学部を卒業後、同大学院経済学研究科に進学。神戸大学で修士号取得後、プリンストン大学に留学。2000年に同大学よりPh.Dの学位を取得。イングランド銀行やLSEに勤めるなど国際的に活躍する一方、日本銀行調査統計局で顧問を務める。2016年より東京大学大学院経済学研究科教授に就任。

### 年譜
- 1992年 　神戸大学経済学部卒業
- 1994年 　神戸大学大学院経済学研究科前期課程修了
- 2000年　プリンストン大学 Ph.D (Economics)
- 2004年　London School of Economics講師
- 2011年　東京大学大学院経済学研究科准教授
- 2016年　東京大学大学院経済学研究科教授

## 業績

### 中原賞
青木は金融政策の理論的研究において国際的に高い評価を受けており、2014年度に日本経済学会から中原賞を授与されている。
| 受賞                         | 受賞                                  | 受賞                         |
| ---------------------------- | ------------------------------------- | ---------------------------- |
| 先代 下津克己 第20回：2013年 | 中原賞（日本経済学会） 第21回：2014年 | 次代 平野敬祐 第22回：2015年 |

### 単著
- 『金融機関のリスクテイキングと資産バブル』（三菱経済研究所、2020）

### 主要論文
- Aoki, Kosuke (2001), “Optimal monetary policy responses to relative-price changes”, Journal of monetary economics 48 (1):  55-80
- Aoki, Kosuke (2003), “On the optimal monetary policy response to noisy indicators”, Journal of monetary economics 50 (3):  501-523
- Aoki, Kosuke; Proudman, James; Vlieghe (2004), “House prices, consumption, and monetary policy: a financial accelerator approach”, Journal of financial intermediation 13 (4):  414-435
- Aoki, Kosuke; Gianluca, Benigno; Nobuhiro, Kiyotaki (2009), “Capital Flows and Asset Prices”, NBER International Seminar on Macroeconomics 2007
- Aoki, Kosuke; Nikolov, Kalin (2015), “Bubbles, Banks and Financial Stability”, Journal of Monetary Economics 74:  33-51